# Sources du Dôme et du Lys
Les sources du Dôme et du Lys sont deux sources chaudes situées à quelques mètres l'une de l'autre sur la commune d'Abrest. Leurs découvertes remontent à la toute fin du XIXe siècle lors de la « guerre des Sources » pour alimenter la station thermale de Vichy. Leurs boues thermales sont réputées soigner les rhumatismes et les affections de l'appareil digestif grâce à leurs particules d'argile chargées électriquement. 
L'eau sortant à 65,4 °C, elle est la deuxième source d'Auvergne ayant la température la plus haute, après Chaudes-Aigues. Elles sont captées près de la faille Macaux, patronyme de la fracture de la roche.

## Historique
En 1898, M. Francisque David, négociant en velours de Saint-Étienne, entreprend le forage d'une source à Abrest, dans le hameau de la Tour, sur la rive gauche de l'Allier. Forée à 159 mètres de profondeur, elle est baptisée source du Dôme thermal. Ces eaux très chaudes, jaillissant à 65,4°, servaient à l'origine pour les bains dans l'établissement thermal de première classe, puis furent exploitées comme boisson - l'embouteillage se faisant à côté - et actuellement pour la fabrication des boues utilisées dans les thermes de Vichy. En 1900, F. David fait deux autres sondages, donnant naissance aux sources du Lys et Cornélie. Les trois sources ont été intégrées dans le domaine de l'État en 1927.
Les deux sources du Dôme et du Lys sont inscrites aux Monuments historiques depuis le 26 juillet 2022.

## Description
Des aménagements des sources du Dôme et du Lys ont été effectués afin d’abriter leur émergence et faciliter leur accès. Le jaillissement des eaux a été conduit à l’intérieur d’une vasque. Ces vasques en pierre sont complètement recouvertes des sécrétions qui résultent du dépôt de concrétions de carbonate de calcium dues à l’émanation du gaz carbonique contenu dans l’eau. Elles sont teintées par des dépôts d’oxyde de fer orange et de micro algues vertes. Une forte vapeur à odeur soufrée en émane.
La source du Dôme est abritée par un édicule en forme de kiosque octogonal, selon un modèle très proche de celui des kiosques à musique édifiés à l’époque dans les parcs publics et sur les places : au-dessus d’un soubassement maçonné, des poteaux métalliques ouvragés supportent la toiture à charpente en métal et bois couverte en zinc. La source du Lys a fait l’objet d’un aménagement plus simple et non couvert.

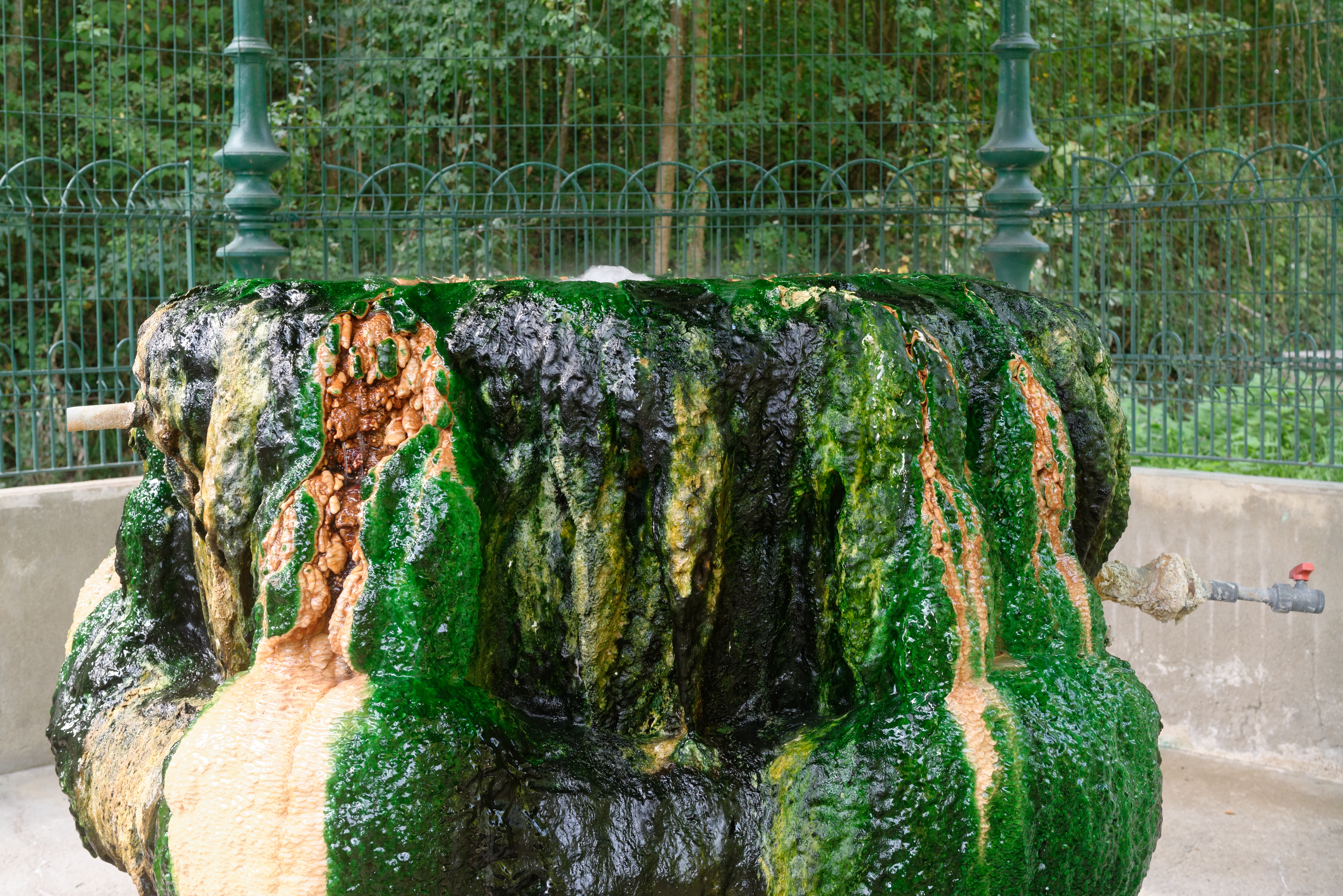
Vasque du Dôme.
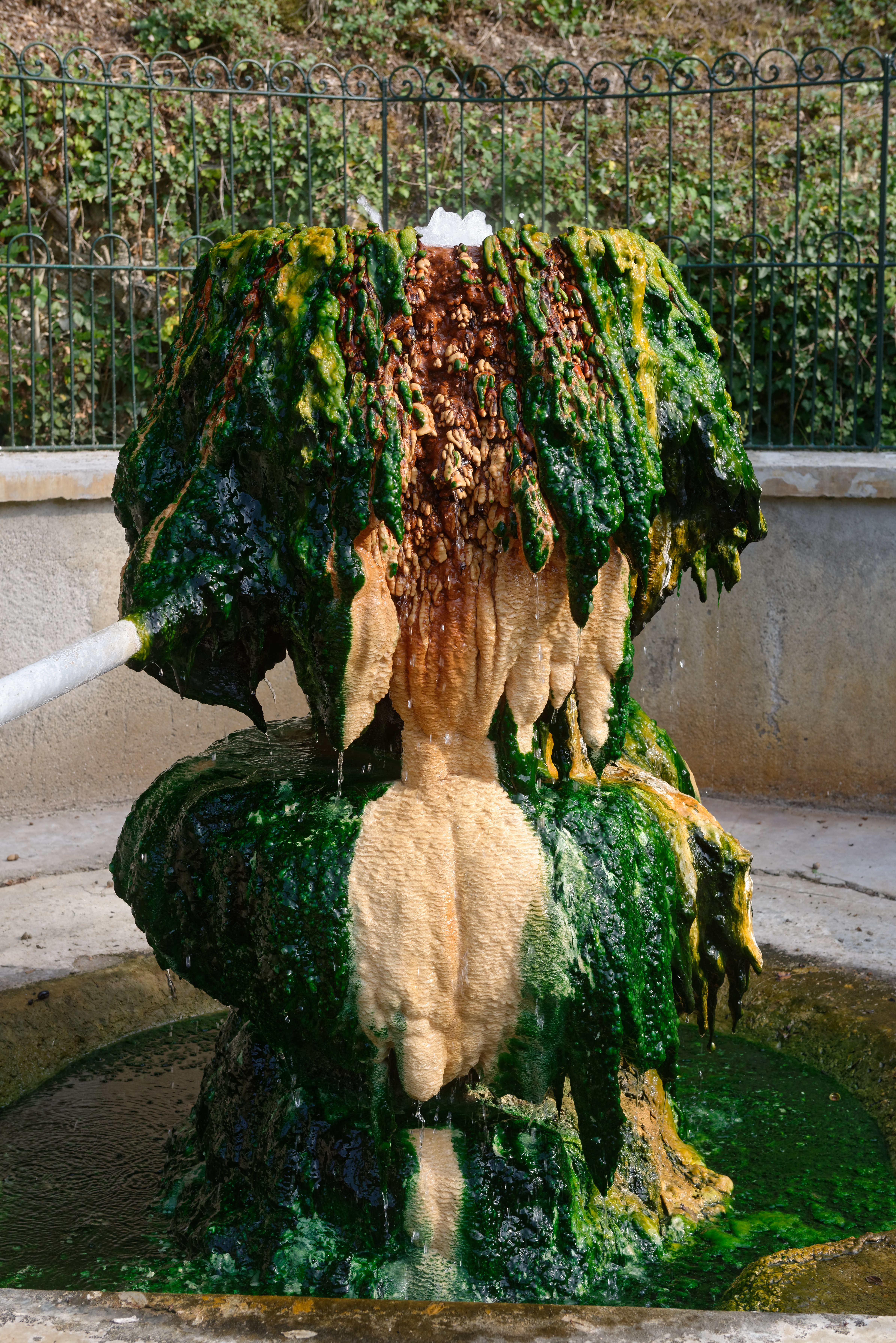
Vasque du Lys.
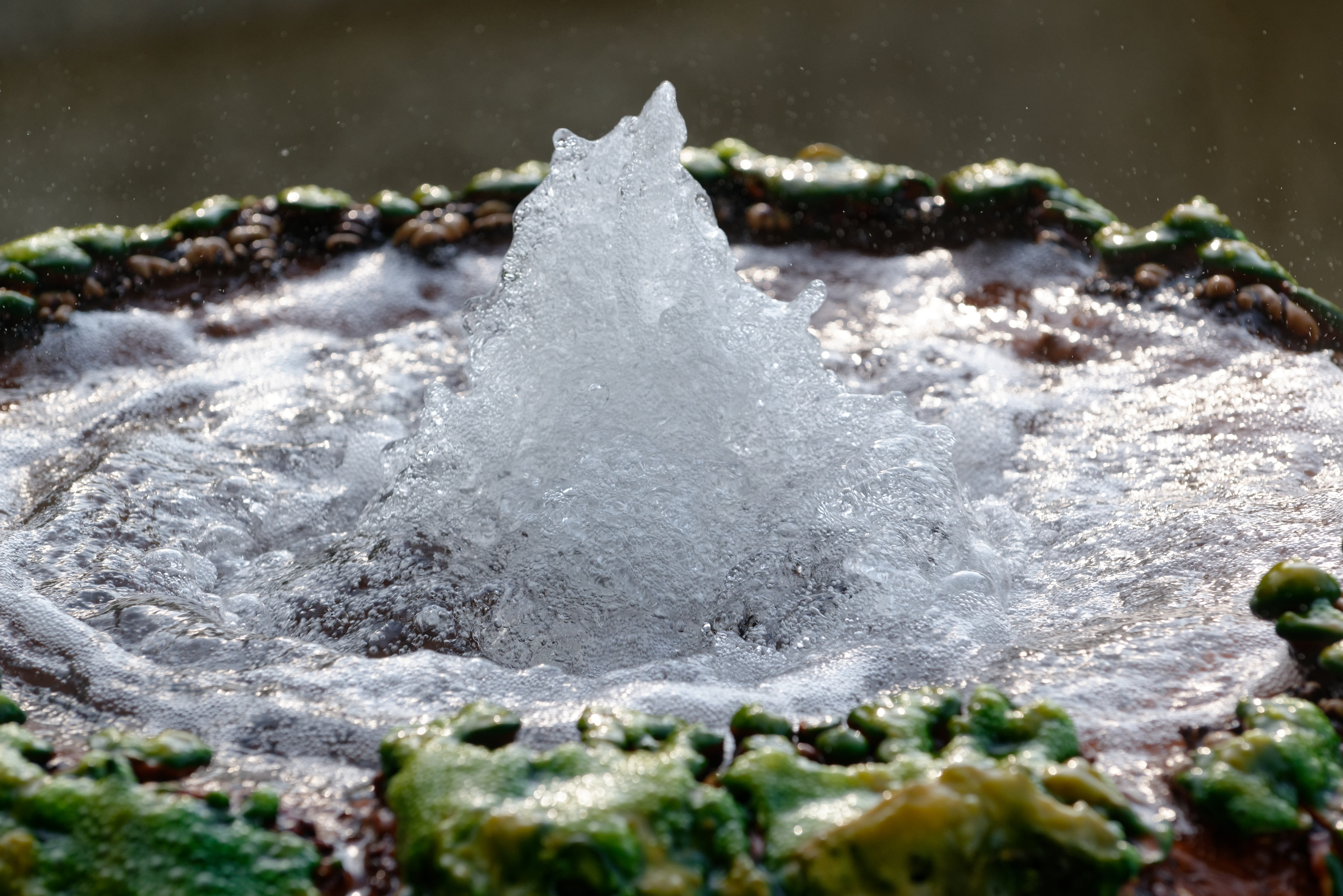
Bouillonnement du Lys.
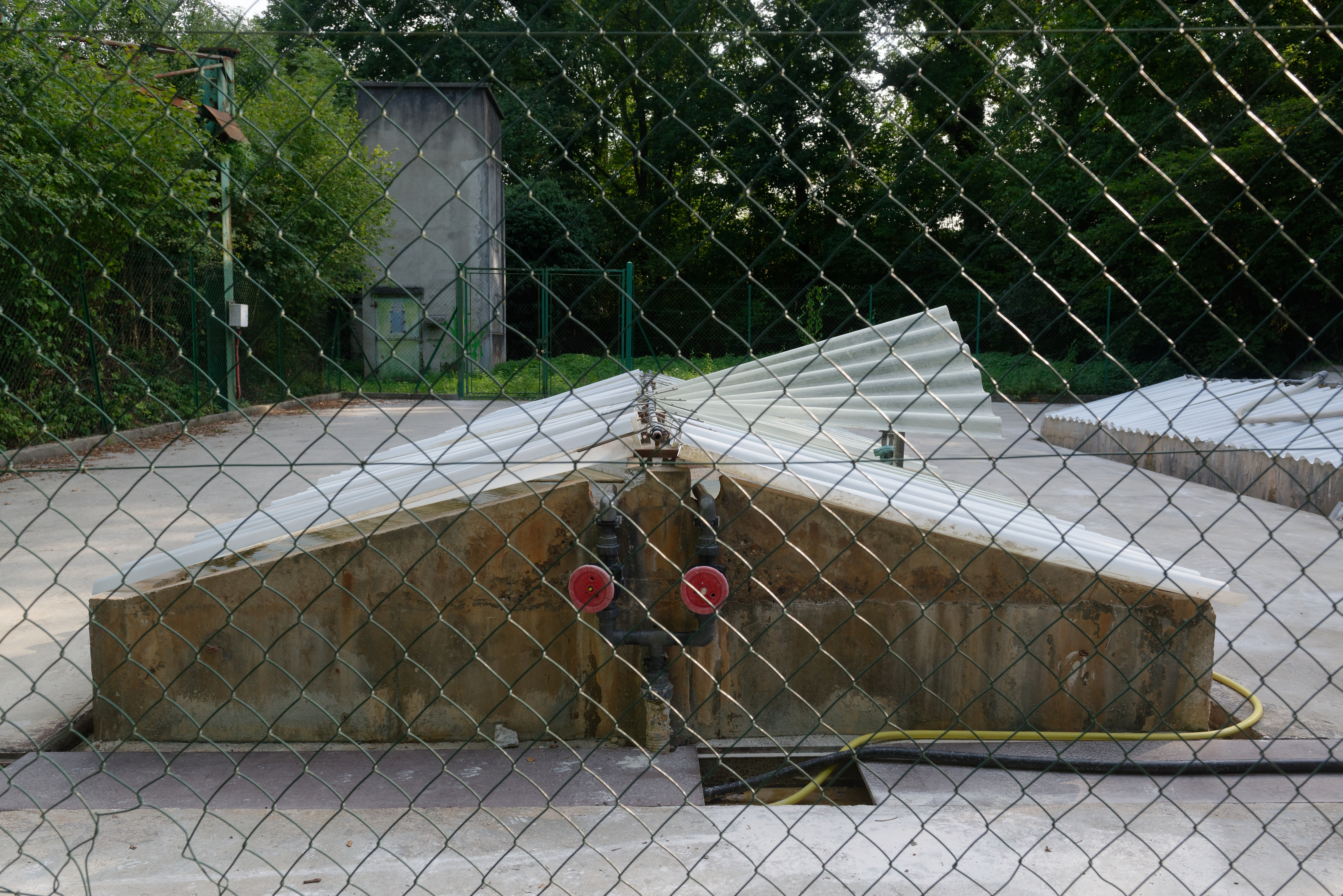
Station de pompage.